# 白昼 (布格罗)
《白昼》（法語：Le Jour）是法国画家威廉·阿道夫·布格罗创作于1884年的一幅油画。画中人物为希腊神话中白昼女神赫墨拉。现私人收藏。

## 类似作品
- 黎明
- 黑夜
- 暮色心境